# 반납
"반납"(Return)은 한국에서 제작된 김송호 감독의 2001년 드라마 영화이다. 노창섭 등이 주연으로 출연하였다.

## 출연

### 주연
- 노창섭

## 기타
- 조명: 정원균